# Vinicius Rodrigues
Vinicius Leão Rodrigues (* 1. März 1987 in São Borja) ist ein brasilianischer Squashspieler.

## Karriere
Vinicius Rodrigues spielt seit 2006 auf der PSA Squash Tour. Auf dieser erreichte er ein Finale: in der Saison 2017/18 gelang ihm im März in Moskau der Einzug ins Endspiel gegen Reiko Peter, das er in drei Sätzen verlor. Seine höchste Platzierung in der Weltrangliste erreichte er mit Rang 132 im Juni 2014.
Bei den Panamerikanischen Spielen 2011 in Guadalajara sicherte er sich mit der brasilianischen Nationalmannschaft in der Mannschaftskonkurrenz an der Seite von Rafael Alarçón und Vinicius Costa die Bronzemedaille. Im Einzel schied er im Achtelfinale gegen César Salazar aus. Ein Jahr darauf erreichte er bei den Panamerikameisterschaften das Viertelfinale. 2016 gewann er in Asunción nach einem Finalsieg gegen Rafael Alarçón die Südamerikameisterschaften. Rodrigues vertrat Brasilien 2022 zudem bei den World Games in Birmingham, bei denen er in der ersten Runde gegen Shahjahan Khan ausschied.

## Erfolge
- Panamerikanische Spiele: 1 × Bronze (Mannschaft 2011)
- Südamerikameister: 2016